# هيروشي ماتسود
هيروشي ماتسودَ (باليابانية: 松田 浩) (2 سبتمبر 1960 في ناغاساكي في اليابان – )؛ هو لاعب كرة قدم ياباني سابق كان يلعب كمدافع.

## وصلات خارجية
- هيروشي ماتسود على موقع رابطة كرة القدم اليابانية للمحترفين (اليابانية)
- هيروشي ماتسود على موقع قاعدة بيانات كرة القدم.إي يو (الإنجليزية)
- هيروشي ماتسود على موقع Soccerway.com (الإنجليزية)
- هيروشي ماتسود على موقع عالم كرة القدم.نت (الإنجليزية)